# تشارلز د. دريك
تشارلز د. دريك (بالإنجليزية: Charles D. Drake) (و. 1811 – 1892 م) هو سياسي، ومحام، وقاض من الولايات المتحدة الأمريكية ولد في سينسيناتي، أوهايو.
تولى منصب عضو مجلس الشيوخ الأمريكي .وهو عضو في الحزب الجمهوري .

## التعليم
تعلم في جامعة نورويتش.